# Napa (hudební skupina)
Napa (stylizováno velkými písmeny) je portugalská indie hudební skupina původem z Madeiry, kterou tvoří Francisco Sousa, João Rodrigues, João Guilherme Gomes, João Lourenço Gomes a Diogo Góis. Skupina reprezentovala Portugalsko na Eurovision Song Contest 2025 s písní „Deslocado“.

## Kariéra
Skupina vznikla v roce 2013 na ostrově Madeira pod původním názvem Men on the Couch. Za své největší hudební vzory uvádí skupiny Arctic Monkeys, Red Hot Chili Peppers a The Beatles. Své první skladby začala tvořit v angličtině a nahrávala je ve sklepě babičky jednoho z členů kapely. V roce 2019 vydala své první album Senso comum, které bylo nahráno ve studiu BlackSheep v Sintře, projekt alba byl financován prostřednictvím crowdfundingové kampaně, která vynesla přibližně 3 500 eur, a to bez podpory vydavatelství.
V roce 2023 kapela vydala své druhé album Logo se vê. Právě tehdy změnila svůj název na Napa, což je obecné označení pro druh látky běžně používané k potahování pohovek. V roce 2024 kapela uspořádala své první celonárodní turné. Později vydala koncertní film s názvem O Mundo Continua a Girar, který byl natočen během dvou po sobě jdoucích vyprodaných večerů v lisabonském divadle Maria Matos.

### Eurovision Song Contest 2025

#### Národní kolo
Dne 23. ledna 2025 byla Napa oficiálně oznámena jako jeden z účastníků soutěže Festival da Canção, sloužící jako portugalské národní kolo pro Eurovizi. Jejich píseň Deslocado byla vylosována k účasti ve druhém semifinále a následně oznámena jako jeden ze šesti postupujících, když semifinále se ziskem 20 bodů vyhrála. Ve finále, které se konalo 8. března 2025, vystoupila jako sedmá v pořadí a se 17 body (7 od odborné poroty a 10 z veřejného hlasování) v soutěži zvítězila, čímž získala právo reprezentovat Portugalsko na Eurovision Song Contest 2025.

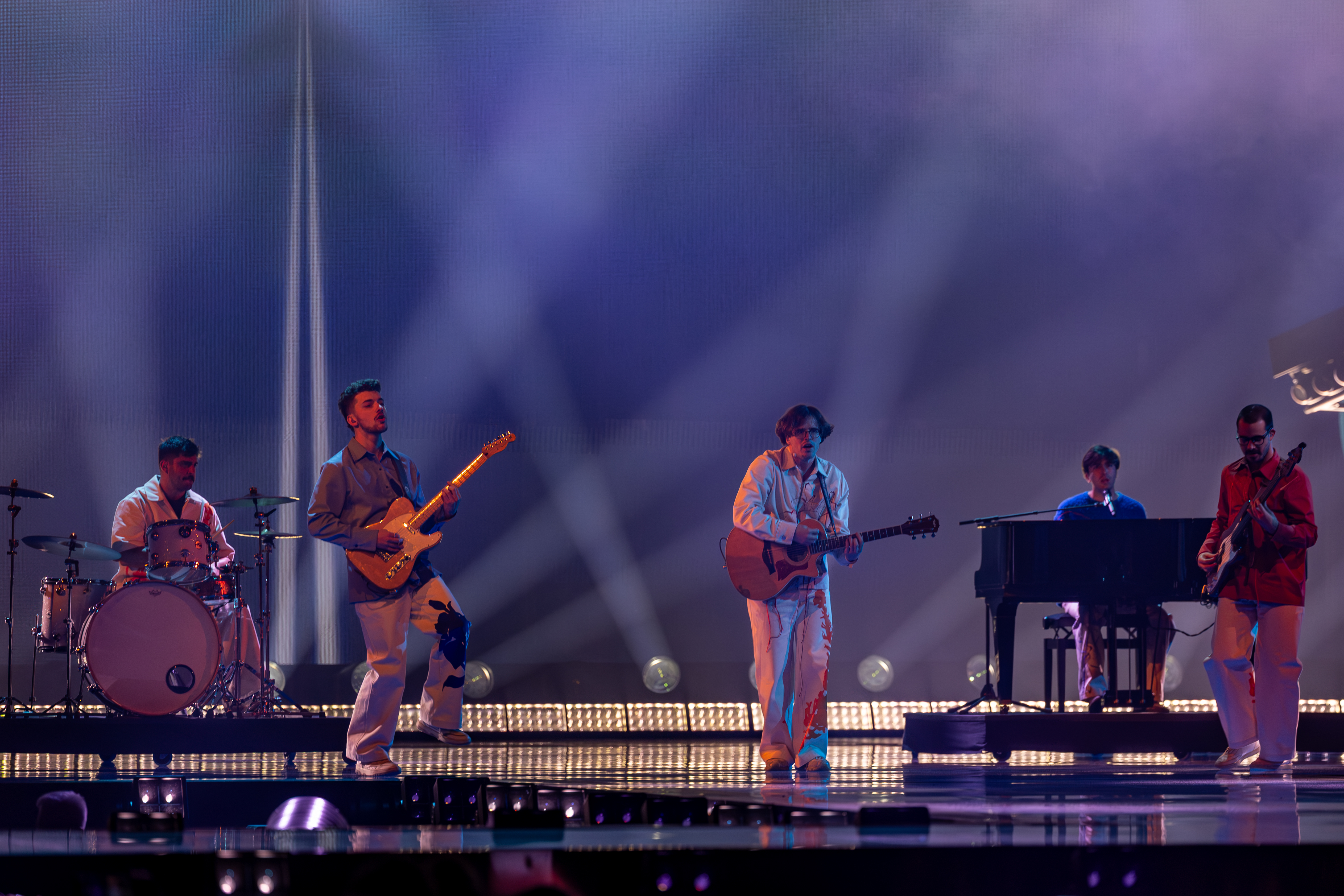
Napa při vystoupení na Eurovision Song Contest 2025

#### Na Eurovizi
Při rozlosování dne 28. ledna 2025 bylo Portugalsko zařazeno do prvního semifinále soutěže a vystoupilo v první polovině pořadu. Později byly skupina rozlosována k vystoupení jako sedmá v pořadí, po švédské skupině KAJ a před norským zpěvákem Kylem Alessandrem.
Pódiová prezentace při Eurovizi se držela převážně stejného stylu jako na Festival da Canção 2025 – minimalistického a s postupným vývojem. Vystoupení začínalo pomalými pohyby kamery a postupným oddalováním záběru, zatímco zpěvák Guilherme pomalu kráčel od zadní části pódia dopředu, přičemž se zprvu vyhýbal prostřednímu molu. Při prvním refrénu se k němu připojili kytarista Francisco a baskytarista Diogo. Vizuální stránka využívala škálu barev střídající modrou a pastelově oranžovou s plovoucími oblaky a animovaným nebem. Závěrečná část vystoupení byla zvýrazněna oranžovým světlem a pastelovými odstíny na modrém pozadí, čímž odkazovala na přírodní scenérie Madeiry. Píseň Deslocado obsadila v prvním semifinále deváté místo se ziskem 56 bodů, díky čemuž se kvalifikovala do velkého finále.
Ve finále konaném 17. května 2025 vystoupila skupina jako 21. v pořadí, po maltské zpěvačce Mirianě Conte a před dánskou interpretkou Sissal. Po vyhlášení výsledků Napa skončila na 21. místě s celkovým ziskem 50 bodů – 37 od porot a 13 z veřejného hlasování. V rámci hlasování porot nezískala žádných 12 bodů; nejvyšší hodnocení, které obdržela, bylo 7 bodů od Nizozemska. Vyšší počty bodů nezískala kapela ani v hlasování veřejnosti, nejvyšší počet činil 8 bodů, které jí udělili diváci z Lucemburska.

## Členové
Bývalým členem kapely byl bubeník Tiago Rodrigues. Po jeho odchodu kapela vystupuje ve složení:
- João Guilherme Gomes – zpěv a kytara
- Francisco Sousa – kytara
- Diogo Góis – baskytara
- João Lourenço Gomes – piano
- João Rodrigues – bubny

## Diskografie

### Studiová alba
- 2019: Senso Comum
- 2023: Logo se vê

### Singly
- 2019: „Se eu morresse amanhã“
- 2023: „Assim, sem fim“ (feat. Silly)
- 2023: „Luz do túnel“
- 2025: „Deslocado“
- 2025: „Infinito“ (feat. Van Zee)